# Northallerton
Northallerton es una ciudad comercial, capital del condado de Yorkshire del Norte, Inglaterra. Según el censo del año 2011 tenía una población de 16 832 habitantes y ocupa un área de 33,41 km². Se encuentra en la ruta Edimburgo-Londres por lo que llegó a ser una importante parada para carruajes, aunque finalmente perdió su importancia en el siglo XIX debido al auge del ferrocarril.
Está ubicada en el centro de una gran área rural, por lo que fue un importante centro mercantil, acreditado en una carta real del año 1200. Hoy en día, continúa siendo un importante centro de venta al por menor.

## Transportes

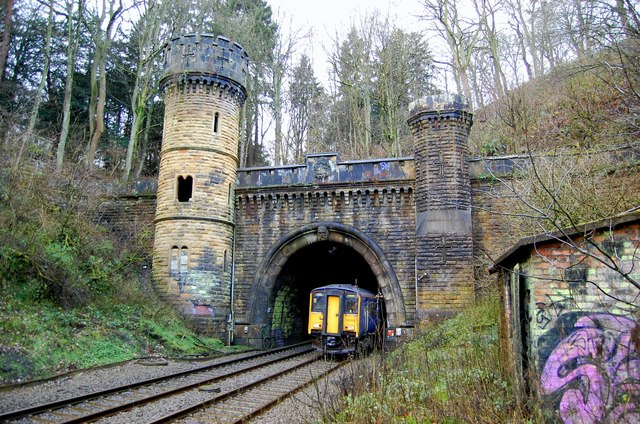
Línea de ferrocarril Leeds-Northallerton

Formaba parte de la línea de ferrocarril Leeds-Northallerton, conocida como Ripon Line, que fue abandonada para los pasajeros en 1697, y para mercancías en 1969, de acuerdo con las clausuras ferroviarias y reestructuración del plan Beeching.